# Bürg (kráter)

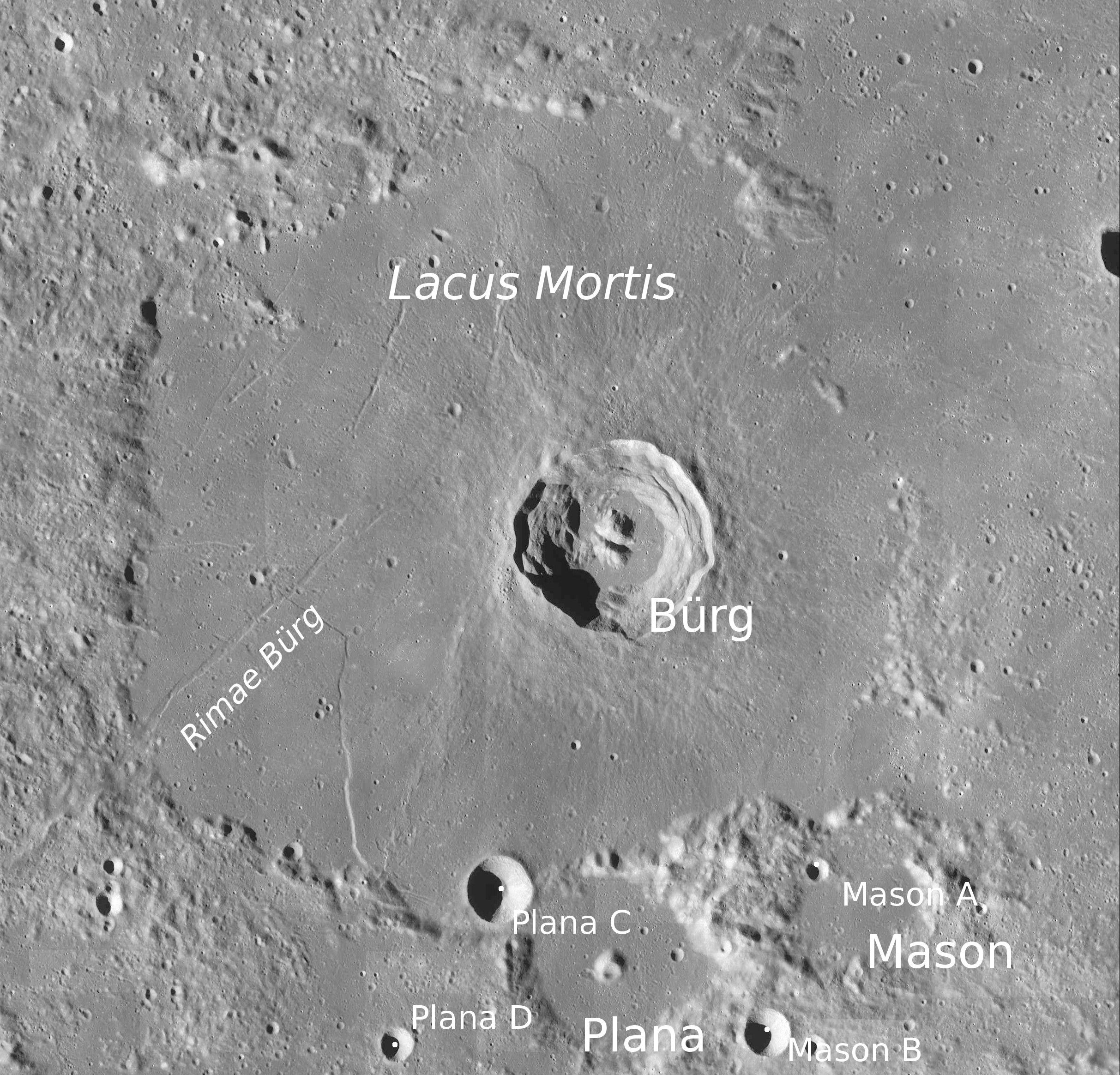
Poloha kráteru Bürg.

Bürg je výrazný měsíční impaktní kráter se středovou horou nacházející se v měsíčním moři Lacus Mortis (Jezero smrti) severně od Lacus Somniorum (Jezero snů) na přivrácené straně Měsíce. Má průměr 40 km, pojmenován byl podle rakouského astronoma Johanna Tobiase Bürga.
Jižně na rozhraní Jezera smrti a Jezera snů leží dvojice kráterů Mason a Plana, západně se táhne soustava měsíčních brázd Rimae Bürg.

## Satelitní krátery
V okolí se nachází několik dalších kráterů. Ty byly označeny podle zavedených zvyklostí jménem hlavního kráteru a velkým písmenem abecedy.
| Bürg | Sel. šířka | Sel. délka | Průměr |
| ---- | ---------- | ---------- | ------ |
| A    | 46.8° S    | 33.1° V    | 12 km  |
| B    | 42.6° S    | 23.5° V    | 6 km   |